# Академија филмских уметности и наука
Академија филмских уметности и наука (енгл. Academy of Motion Picture Arts and Sciences) америчка је професионална почасна организација чији је циљ напредак филмских наука и уметности. Академијом управља Одбор гувернера, чији су чланови представници 17 уметничких бранши.
Академија тренутно броји око 6.000 чланова, већином из Сједињених Америчких Држава, мада филмски професионалци из целог света могу бити позвани да се придруже. Ова организација позната је по томе што једном годишње додељује Награду Академије познату под називом Оскар, која се сматра најпрестижнијим филмским признањем на свету.